# 生物の多様性に関する条約
生物の多様性に関する条約（せいぶつのたようせいにかんするじょうやく、英語: Convention on Biological Diversity; CBD）は、生物多様性を「種」「遺伝子」「生態系」の3つのレベルで捉え、その保全などを目指す国際条約である。略称は生物多様性条約。
なお、本条約の締約国会議をCOPと称することから、一部報道などではCOPを本条約の略語とする誤解が見られるが、本条約の略称は上述の通りCBDであり、本条約におけるCOPは通常CBD/COPと称される。

## 経緯
国際自然保護連合（IUCN）などの環境保護団体の要請を受け、1987年から国連環境計画（UNEP）が準備を開始した。同管理理事会の決定によって設立された専門家会合における検討、および1990年11月以来7回にわたり開催された政府間条約交渉会議における交渉を経て、1992年5月22日、ケニアのナイロビで開催された合意テキスト採択会議においてコンセンサス採択された。
同年6月にブラジルのリオ・デ・ジャネイロで開催された国連環境開発会議（UNCED、地球サミット）で調印式を行い、6月5日に署名開放、1年間の署名開放期間中に168の国・機関が署名。1993年12月29日に発効した。
1992年条約制定時のいわゆる南北対立の結果、資金メカニズム、クリアリングハウスメカニズム、バイオセーフティなど条約実施のための詳細が積み残しとなった事項が多く、これらは生物多様性条約を締結（批准）した国による会議に委ねられた。
2000年にはバイオセーフティに関するカルタヘナ議定書が採択され、2004年に発効している。また、2002年のCOP6（ハーグ）では、「2010年目標」が採択されている。この目標は、現在の生物多様性の損失速度を2010年までに顕著に減少させるというもので、同年に開催されたヨハネスブルグサミットの実施計画にも盛り込まれた。

## 目的
本条約の目的は、以下のとおりである。
1. 生物多様性の保全
2. 生物多様性の構成要素の持続可能な利用
3. 遺伝資源の利用から生ずる利益の公正かつ衡平な配分

## 内容
絶滅のおそれのある野生動植物の種の国際取引に関する条約（ワシントン条約）やラムサール条約のように、特定の行為や特定の生息地のみを対象とするのではなく、野生生物保護の枠組みを広げ、地球上の生物の多様性を包括的に保全することが重視されている。また、生物多様性の保全だけでなく、「持続可能な利用」を明記していることも特徴の一つである。
条約加盟国は、生物多様性の保全と持続可能な利用を目的とする国家戦略または国家計画を作成・実行する義務を負う。また、重要な地域・種の特定とモニタリングを行うことになっている。
さらに、生物多様性の持続可能な利用のための措置として、持続可能な利用の政策への組み込みや、先住民の伝統的な薬法など、利用に関する伝統的・文化的慣行の保護・奨励についても規定されている。
この他、遺伝資源の利用に関しては、資源利用による利益を資源提供国と資源利用国が公正かつ衡平に配分すること、また途上国への技術移転を公正で最も有利な条件で実施することが求められている。
また、この条約には、先進国の資金により開発途上国の取り組みを支援する資金援助の仕組みと、先進国の技術を開発途上国に提供する技術協力の仕組みがあり、経済的・技術的な理由から生物多様性の保全と持続可能な利用のための取り組みが十分でない開発途上国に対する支援が行われることが定められている。さらに、生物多様性に関する情報交換や調査研究を各国が協力して行うことになっている。
この計画策定作業を促進するために、1995年にWRI、IUCN、UNEPが作成した「生物多様性計画ガイドライン」が重要参考資料として指定されている。

## カルタヘナ議定書
この条約では、生物多様性に悪影響を及ぼすおそれのあるバイオテクノロジーによる遺伝子組換え生物（Living modified organism; LMO）の移送、取り扱い、利用の手続き等についての検討も行うこととしている。
これを受けて、2003年に、遺伝子組み換え作物などの輸出入時に輸出国側が輸出先の国に情報を提供、事前同意を得ることなどを義務づけた国際協定、バイオセーフティーに関するカルタヘナ議定書（カルタヘナ議定書、バイオ安全議定書）が発効された。なお、カルタヘナの名は、コロンビアのカルタヘナでこの条約に関する最初の会議が開催されたことに由来する。
日本ではこれに対応するための国内法として遺伝子組換え生物等の使用等の規制による生物の多様性の確保に関する法律（遺伝子組換え生物等規制法、カルタヘナ法（従来の組換えDNA実験指針に代わるもの））が制定され2004年に施行された。

## 名古屋議定書
正式名称は「生物の多様性に関する条約の遺伝資源の取得の機会及びその利用から生ずる利益の公正かつ衡平な配分に関する名古屋議定書」。
名古屋議定書は、「遺伝資源の利用から生ずる利益の公正かつ衡平な配分」に関する生物多様性条約の補足的合意である。生物の多様性に関する条約の3つ目の目的され、遺伝資源の利用から生ずる便益の公正かつ公平な共有の効果的な実施のための透明な法的枠組みを提供する。 
同議定書は、愛知県名古屋市で行われた第10回締約国会議(COP10)で2010年10月29日に採択され、2014年10月12日に発効した。

## 締約国一覧
2017年現在、アメリカ合衆国を除く全国際連合加盟国およびクック諸島、ニウエ、欧州連合が加盟している（計196団体）。
バチカン市国は加盟していない。また、アメリカ合衆国は条約に署名しているが、批准していない。

## 締約国会議（COP）
生物多様性条約締約国会議（Conference of the Parties; CBD/COP）の事務局は、カナダのモントリオールに置かれている。
締約国会議は、1994年から1996年までは事務局など条約実施体制の基礎固めのため毎年開催されていたが、その後は2年に1回の開催となっている。また、バイオセーフティなど課題の必要に応じて、特別締約国会議（Extraordinary Meeting of the Conference of the Parties： ExCOP）も開催されている。2019年3月時点で締約国会議が14回、特別締約国会議が1回開催されている。
1. 第1回締約国会議 (COP1)　1994年11月28日 - 12月9日　バハマ ナッソー
2. 第2回締約国会議 (COP2)　1995年11月6日 - 11月17日　インドネシア ジャカルタ
3. 第3回締約国会議 (COP3)　1996年11月4日 - 11月15日　アルゼンチン ブエノスアイレス
4. 第4回締約国会議 (COP4)　1998年5月4日 - 5月15日　スロバキア ブラチスラヴァ
5. 第1回締約国特別会議 (ExCOP1)　1999年2月22日 - 2月23日　コロンビア カルタヘナ
「バイオセーフティーに関するカルタヘナ議定書」は、1999年にコロンビアのカルタヘナで開催された締約国特別会議で内容が討議されたのち、2000年1月24日 - 1月28日にカナダのモントリオールで開催された再会合で採択された。
6. 第5回締約国会議 (COP5)　2000年5月15日 - 5月26日 ケニア ナイロビ
7. 第6回締約国会議 (COP6)　2002年4月7日 - 4月19日 オランダ ハーグ
8. 第7回締約国会議 (COP7)　2004年2月9日 - 2月20日 マレーシア クアラルンプール
9. 第8回締約国会議 (COP8)　2006年3月20日 - 3月31日 ブラジル クリチバ
10. 第9回締約国会議 (COP9)　2008年5月19日 - 5月30日 ドイツ ボン
11. 第10回締約国会議 (COP10)　2010年10月18日 - 10月29日 日本 名古屋
12. 第11回締約国会議 (COP11)　2012年10月8日 - 10月19日 インド ハイデラバード
13. 第12回締約国会議 (COP12)　2014年10月6日 - 10月17日 韓国 平昌郡
14. 第13回締約国会議 (COP13)　2016年12月4日 - 12月17日 メキシコ カンクン
15. 第14回締約国会議 (COP14)　2018年11月17日 - 11月29日 エジプト シャルムエルシェイク
16. 第2回締約国特別会議 (ExCOP2)　2020年11月16日 - 11月19日 オンライン

COP15（2021年第2四半期）は中国（昆明），COP16（時期未定）はトルコ（イスタンブール）で開催することが決定されている。

### 第10回締約国会議（COP10）の主要成果
2010年10月に愛知県名古屋市で開催されたCOP10では、遺伝資源へのアクセスと利益配分（ABS）に関する名古屋議定書や2011年以降の新戦略計画・愛知目標等が採択された。また、COP10に先立って開催されたカルタヘナ議定書第5回締約国会議（COP-MOP5）では、バイオセーフティに関するカルタヘナ議定書の責任および救済についての名古屋・クアラルンプール補足議定書等が採択された。なお、COP10では2011年から2020年までを国連生物多様性の10年として国連総会で採択するよう勧告することが決定され、同年12月20日の国連総会で採択された。

## 課題
生物多様性条約（CBD）成立以前の10数年の国際的な取り組みとして、遺伝資源は人類共通の財産である、という合意（植物遺伝資源に関する国際的申し合わせ、International Undertaking on Plant Genetic Resources、1983年）が国際連合食糧農業機関（FAO）の専門家の間でなされつつあった。しかし、特許や育種者の権利等の知的所有権強化の流れもあり先進国には反対の声も多くあった。新品種等への完全な遺伝資源アクセスを認めると育種者や特許保持者の権利が著しく損なわれる場合があるからである。
国際的な知的所有権強化の流れに対抗して、「遺伝資源」の利益配分を生物多様性条約採択の交渉の過程で途上国が強く主張した。これは途上国の遺伝資源を利用する先進国のバイオテクノロジー産業が影響を受ける点で、先進国に受け入れ難い点であり、このため交渉が難航した（アメリカがいまだに批准しないのも、主にこの理由による）。
結果としては、各国は自国の遺伝資源に対する主権的権利を有することが認められ、「遺伝資源の利用から生じる利益の公正かつ衡平な配分」が、生物多様性条約（CBD）に第三の目的として組み込まれることとなった。だが、先進国の種苗メーカーは途上国の在来種の採集を忌避するようになった。

## 日本の取り組み
日本は1992年6月13日に署名、1993年5月28日に、寄託者である国連事務総長に受諾書を寄託することにより条約を締結、18番目の締約国となった。この条約の発効以来、日本は最大の拠出国であり（拠出額は第1位（全体の22%））、条約実施のために多大な財政的支援を行っている。
国内では、条約上の義務を履行するため、行政上または政策上の措置を講じている。1995年に生物多様性国家戦略を策定、2002年3月には、里山、干潟などを含めた国土全体の生物多様性の保全、自然再生の推進、多様な主体の参加と連携などの内容を盛り込んだ改訂を行った。